# Ritjawng
 (juillet 2019).
Ritjawng est un village du bourg de Hsawlaw dans le district de Myitkyina, dans l'État kachin, dans le nord-est de la Birmanie. 